# Gannay-sur-Loire
Gannay-sur-Loire est une commune française située dans le département de l'Allier, en région Auvergne-Rhône-Alpes.

## Géographie

### Localisation
Gannay-sur-Loire est une commune située aux confins du département de l'Allier. Elle est bordée au nord et à l'ouest par le département de la Nièvre et à l'est par le département de Saône-et-Loire. La commune est à 30 kilomètres au nord-est du chef-lieu de département, Moulins.
| - OpenStreetMap Limite communale |

Ses communes limitrophes sont :
| Lamenay-sur-Loire (Nièvre)                | Saint-Hilaire-Fontaine (Nièvre) |                         |
| Cossaye (Nièvre) Lucenay-lès-Aix (Nièvre) | Gannay-sur-Loire                | Cronat (Saône-et-Loire) |
| La Chapelle-aux-Chasses                   | Paray-le-Frésil                 | Saint-Martin-des-Lais   |

La commune est bordée à l'est par le cours de la Loire, qui ne coïncide pas exactement avec la limite du territoire communal.

### Climat
Pour des articles plus généraux, voir Climat d'Auvergne-Rhône-Alpes et Climat de l'Allier.
En 2010, le climat de la commune est de type climat océanique dégradé des plaines du Centre et du Nord, selon une étude du CNRS s'appuyant sur une série de données couvrant la période 1971-2000. En 2020, Météo-France publie une typologie des climats de la France métropolitaine dans laquelle la commune est exposée à un climat océanique altéré et est dans la région climatique Centre et contreforts nord du Massif Central, caractérisée par un air sec en été et un bon ensoleillement.
Pour la période 1971-2000, la température annuelle moyenne est de 11 °C, avec une amplitude thermique annuelle de 16,4 °C. Le cumul annuel moyen de précipitations est de 808 mm, avec 12 jours de précipitations en janvier et 7,2 jours en juillet. Pour la période 1991-2020, la température moyenne annuelle observée sur la station météorologique de Météo-France la plus proche, « Vitry/loire », sur la commune de Vitry-sur-Loire à 9 km à vol d'oiseau, est de 11,5 °C et le cumul annuel moyen de précipitations est de 824,9 mm,. Pour l'avenir, les paramètres climatiques de la commune estimés pour 2050 selon différents scénarios d'émission de gaz à effet de serre sont consultables sur un site dédié publié par Météo-France en novembre 2022.

## Urbanisme

### Typologie
Au 1er janvier 2024, Gannay-sur-Loire est catégorisée commune rurale à habitat très dispersé, selon la nouvelle grille communale de densité à 7 niveaux définie par l'Insee en 2022.
Elle est située hors unité urbaine. Par ailleurs la commune fait partie de l'aire d'attraction de Moulins, dont elle est une commune de la couronne,. Cette aire, qui regroupe 64 communes, est catégorisée dans les aires de 50 000 à moins de 200 000 habitants,.

### Occupation des sols

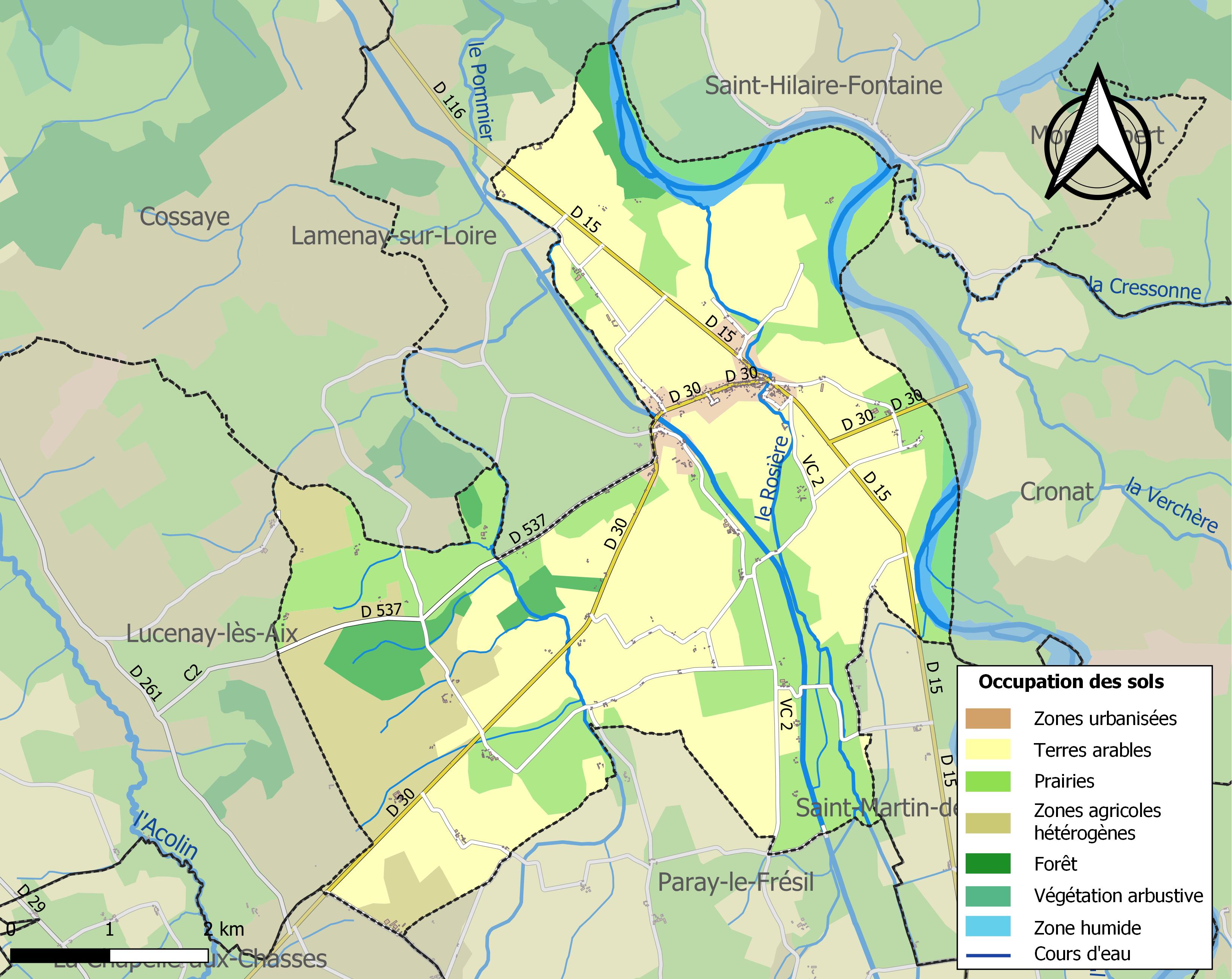
Carte des infrastructures et de l'occupation des sols de la commune en 2018 (CLC).

L'occupation des sols de la commune, telle qu'elle ressort de la base de données européenne d’occupation biophysique des sols Corine Land Cover (CLC), est marquée par l'importance des territoires agricoles (87,9 % en 2018), une proportion sensiblement équivalente à celle de 1990 (88,4 %). La répartition détaillée en 2018 est la suivante : terres arables (49,5 %), prairies (27,8 %), zones agricoles hétérogènes (10,7 %), forêts (4,6 %), eaux continentales (3,1 %), zones urbanisées (2,4 %), milieux à végétation arbustive et/ou herbacée (2 %).
L'IGN met par ailleurs à disposition un outil en ligne permettant de comparer l'évolution dans le temps de l'occupation des sols de la commune (ou de territoires à des échelles différentes). Plusieurs époques sont accessibles sous forme de cartes ou photos aériennes : la carte de Cassini (XVIIIe siècle), la carte d'état-major (1820-1866) et la période actuelle (1950 à aujourd'hui).

## Toponymie
Gannay remonte à l'antiquité gauloise. Sa signification est fort claire : Gannacum est formé du gaulois ganno/gannatos, -gnatos en suffixe, qui signifie « né, mis au monde » (cf. latin genus, famille, souche). C'était un nom d'homme extrêmement courant chez les Celtes. On retrouve en breton cette même racine : ganet (même sens) et ganadur (progéniture). Quant à -acum, c'est un suffixe d'appartenance bien connu. Gannay signifie donc « Le domaine de Gannos ».

## Histoire
Près de la motte défensive du Vivier et jusqu'au XIe siècle coulait la Loire, où passe de nos jours le canal. C'est là que se forma le premier groupement, embryon de Gannay.
Au port des Vanneaux, qui tient peut-être son nom d’un petit échassier, on construisait des bateaux. C'était aussi un important port de commerce en matériaux de construction. Cette activité fut transférée au port Saint-Georges quand le fleuve changea de cours.
L'église romane Saint-Jean-Baptiste fut détruite à la Révolution. Seul le chœur, avec sa voûte en pierre, a résisté, ainsi que la Vierge sculptée.
Saint-Nicolas, maison à pans de bois en forme de L, est une ancienne auberge des mariniers de Loire. Sa grange construite à partir d’un solin a conservé ses parties en torchis. Ces bâtiments sont supposés être du XVe siècle.

## Politique et administration
| Période                                  | Période                      | Identité          | Étiquette | Qualité   |
| ---------------------------------------- | ---------------------------- | ----------------- | --------- | --------- |
| Les données manquantes sont à compléter. |                              |                   |           |           |
| 1900                                     | ?                            | Édouard Girault   | DVD       |           |
| mars 2001                                | 3 juillet 2020               | Bernadette Deveau | DVD       | Retraitée |
| 3 juillet 2020                           | En cours (au 4 juillet 2020) | Stéphanie Bel     |           | Comptable |

## Population et société

### Démographie
Les habitants de la commune sont appelés les Gannaytois et les Gannaytoises.
L'évolution du nombre d'habitants est connue à travers les recensements de la population effectués dans la commune depuis 1793. Pour les communes de moins de 10 000 habitants, une enquête de recensement portant sur toute la population est réalisée tous les cinq ans, les populations de référence des années intermédiaires étant quant à elles estimées par interpolation ou extrapolation. Pour la commune, le premier recensement exhaustif entrant dans le cadre du nouveau dispositif a été réalisé en 2007.

En 2022, la commune comptait 394 habitants, en évolution de −2,96 % par rapport à 2016 (Allier : −1,38 %, France hors Mayotte : +2,11 %).
| 1793 | 1800 | 1806 | 1821 | 1831 | 1836 | 1841 | 1846 | 1851 |
| ---- | ---- | ---- | ---- | ---- | ---- | ---- | ---- | ---- |
| 730  | 754  | 560  | 589  | 640  | 663  | 696  | 696  | 707  |

| 1856 | 1861 | 1866 | 1872 | 1876 | 1881  | 1886  | 1891  | 1896  |
| ---- | ---- | ---- | ---- | ---- | ----- | ----- | ----- | ----- |
| 745  | 734  | 807  | 883  | 950  | 1 001 | 1 095 | 1 102 | 1 105 |

| 1901  | 1906 | 1911 | 1921 | 1926 | 1931 | 1936 | 1946 | 1954 |
| ----- | ---- | ---- | ---- | ---- | ---- | ---- | ---- | ---- |
| 1 060 | 970  | 889  | 716  | 756  | 696  | 731  | 703  | 665  |

| 1962 | 1968 | 1975 | 1982 | 1990 | 1999 | 2006 | 2007 | 2012 |
| ---- | ---- | ---- | ---- | ---- | ---- | ---- | ---- | ---- |
| 682  | 665  | 571  | 501  | 491  | 387  | 406  | 409  | 406  |

| 2017 | 2022 | - | - | - | - | - | - | - |
| ---- | ---- | - | - | - | - | - | - | - |
| 409  | 394  | - | - | - | - | - | - | - |

## Culture locale et patrimoine

### Lieux et monuments

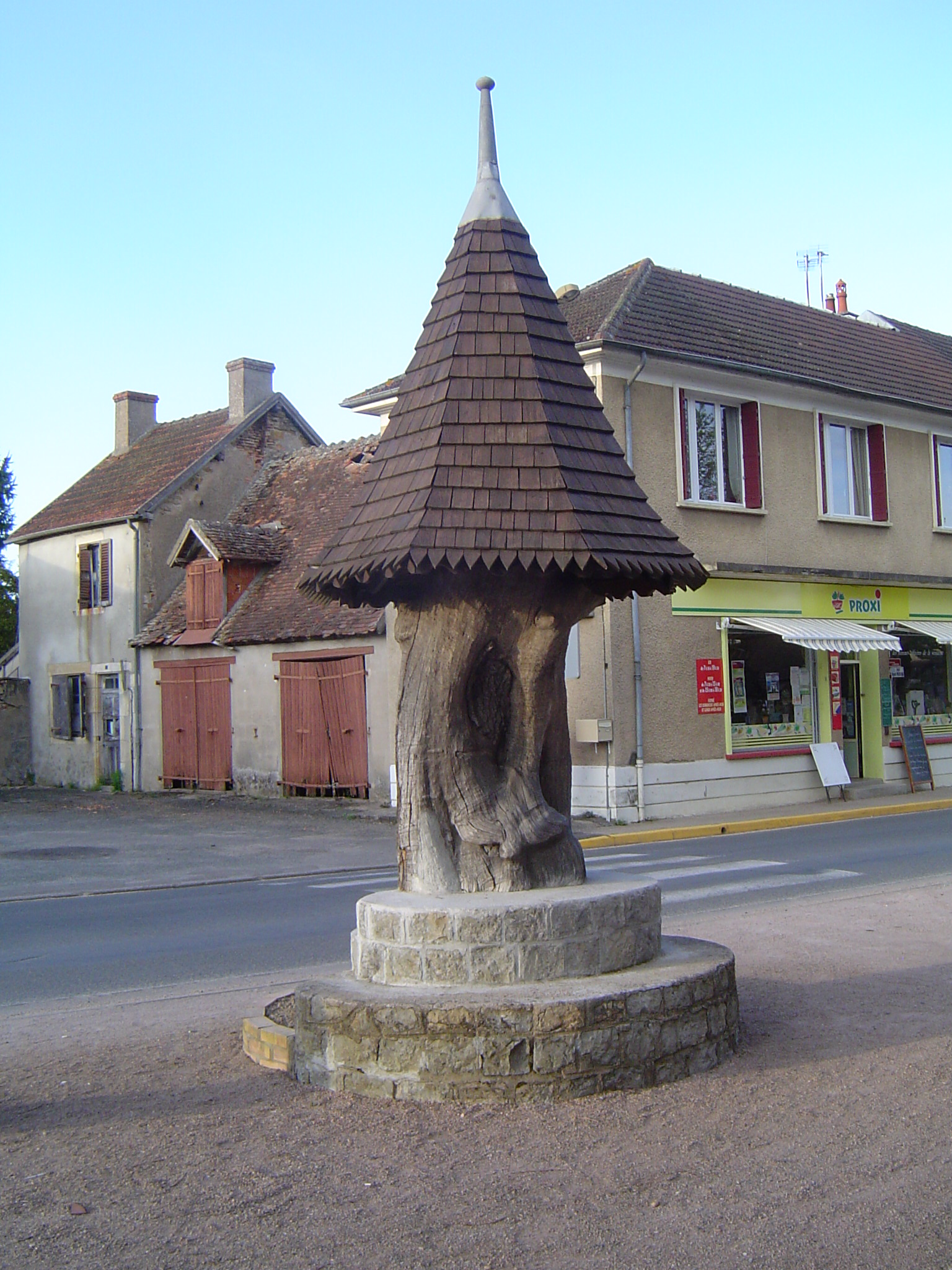
L'arbre de Sully en avril 2014.

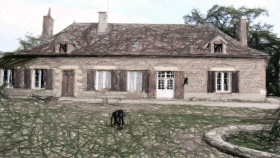
Les Bardets.

- Motte castrale des Maitres-Jean, inscrite aux monuments historiques en 1995, ancienne motte sur laquelle s'élevait la chapelle du Vivier. Située près du canal, c'est une propriété privée.
- L'église Saint-Jean-Baptiste de Gannay-sur-Loire.
- La maison dite des Bardets, maison bourgeoise classée datant du XVIIe siècle. Longue maison basse faite de briques bicolores à motif losangé ; les fenêtres ont un encadrement en pierre de taille de grès ocre. Du domaine subsistent d'importants communs à pans de bois, écharpes et montants verticaux. Sont inscrites sur l'inventaire supplémentaire des monuments historiques, les façades et les toitures du logis (à l'exception du pavillon moderne au nord) et des communs. Époque de construction : 2e moitié du XVIIe siècle ; inscription MH par arrêté du 21 mars 1983[19].
- Château des Bonnins, à l'origine siège d'une communauté familiale importante.
- Frétille ou Fourtille, petite seigneurie appartenant au notaire royal Daubinet (de Lucenay-les-Aix) en 1754.
- L'arbre de Sully date de 1620. Seul subsiste le tronc protégé par un socle et un clocheton. Il s'agit de l'un des derniers arbres plantés au XVIIe siècle à l'instigation de Sully. Ces arbres balisaient la route de Moulins à Nevers. En octobre 2010, une remorque s'étant détachée d'un camion, a sectionné à la base cet arbre[20]. La municipalité en a assuré la restauration.
- L'ancien four à chaux, près des Vanneaux.
- Le canal latéral à la Loire (les deux écluses ; la base nautique des Vanneaux, réalisation récente correspondant aux nouveaux besoins en matière de tourisme fluvial).

### Héraldique
| Blason de Gannay-sur-Loire | Blason  | Parti : au 1er d'azur à l'agneau pascal d'argent tenant une bannière du même chargé d'une croisette de gueules, au chef d'azur semé de fleurs de lis d'or au bâton de gueules brochant sur le tout, au 2e d'or à la jumelle ondée d'azur accompagnée en chef d'une feuille d'orme de sinople, posée en fasce et en pointe d'une ancre de sable à la gumène de gueules. |
| Blason de Gannay-sur-Loire | Détails | Le statut officiel du blason reste à déterminer. |